# Hugh S. Fowler
Hugh S. Fowler (24 de julho de 1912 — 2 de agosto de 1975) é um editor estadunidense. Venceu o Oscar de melhor montagem na edição de 1971 por Patton.